# Stormy Daniels
Stephanie Clifford (Baton Rouge, Luisiana; 17 de marzo de 1979) conocida profesionalmente como Stormy Daniels, Stormy Waters, o simplemente Stormy, es una actriz, guionista, y directora pornográfica estadounidense. Ella es miembro de los salones de la fama de NightMoves, Premios AVN y XRCO.
En 2018, Daniels se vio involucrada en una disputa legal con el presidente de los Estados Unidos, Donald Trump, y su abogado Michael Cohen, un caso en el que Trump y sus representantes supuestamente pagaron dinero para silenciar a Daniels sobre una relación sexual que Daniels afirma que tuvo con Trump en 2006. Los portavoces de Trump negaron que él haya tenido una aventura con Daniels y acusaron a Daniels de mentir.

## Primeros años
Daniels nació como Stephanie Gregory Clifford en Baton Rouge, Luisiana. Los padres de Daniels se divorciaron cuando ella tenía cuatro años. Ella fue criada posteriormente por su madre.
Asistió a Scotlandville Magnet High School en Baton Rouge, Luisiana y fue presidenta del 4H Club y editora del periódico escolar; en un momento dado, ella consideró convertirse en periodista. Daniels era aficionada a los caballos mientras crecía y trabajaba contestando teléfonos en un establo durante la escuela secundaria.
Daniels ha dicho de su infancia que «provenía de un hogar medio, de bajos ingresos... había días sin electricidad» y se describió a sí misma como proveniente de un «vecindario realmente malo».

## Carrera

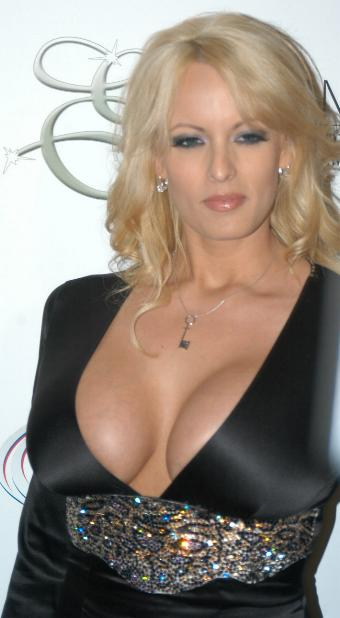
Stormy Daniels en 2007

Daniels comenzó a hacer estriptis a los 17 años en un club en Baton Rouge, y luego se diversificó para convertirse en una animadora de la Continental Theatrical Agency en septiembre de 2000. Ella eligió su nombre artístico para reflejar su amor por Mötley Crüe, cuyo bajista, Nikki Sixx, nombró a su hija Storm. Como ella es de Luisiana, ella eligió el apellido «Daniels» después de ver un anuncio de Jack Daniel's que decía «una favorita del sur».
Mientras trabajaba allí, conoció a Devon Michaels, que estaba haciendo escenas lésbicas en un par de próximas películas pornográficas, una para Wicked Pictures y otra para Sin City, e invitó a Daniels a acompañarla. Daniels acompañó a Michaels a su sesión de Wicked, donde conoció a Brad Armstrong y coprotagonizó con Michaels en una escena de su película para Sin City, American Girls Part 2. Luego, Armstrong invitó a Daniels a quedarse con él, donde continuó haciendo escenas de lesbianas.
En julio de 2002, fue elegida como protagonista de un largometraje para Wicked Pictures llamado Heat, donde realizó su primera escena sexual heterosexual y, en septiembre del mismo año, firmó un contrato exclusivo con Wicked. En 2004, ganó el Premio a la Mejor Nueva Estrella de AVN, lo cual fue una completa sorpresa para Daniels, ya que estaba tan segura de que Jesse Jane ganaría, que hizo una apuesta de $ 500 con otra estrella pornográfica. Ella ha dirigido a Wicked desde 2004.
Daniels fue incluida en el salón de la fama de AVN el 18 de enero de 2014 y fue incluida en el salón de la fama de XRCO el 16 de abril de 2014. Su trabajo como directora ese año obtuvo catorce nominaciones al Premio AVN, incluida una nominación a Mejor escena de sexo seguro por su actuación con Brendon Miller en First Crush de François Clousot.

## Apariciones
Daniels apareció en un episodio de Real Sex, donde se la ve participando en el concurso Miss Nude Great Plains de 2001. A principios de 2007, apareció en Dirt en FX, donde interpretó a una estríper que ayuda a montar una trampa a un jugador de baloncesto interpretado por Rick Fox. Más tarde, en 2007, Daniels apareció en el video musical de Maroon 5 para su canción «Wake Up Call» como una pole dancer. Ella aparece en la película Virgen a los 40 cuando el personaje principal (Steve Carell) la ve en el video Space Nuts: Episode 69—Unholy Union y luego trata de soñar con ella.

### Política

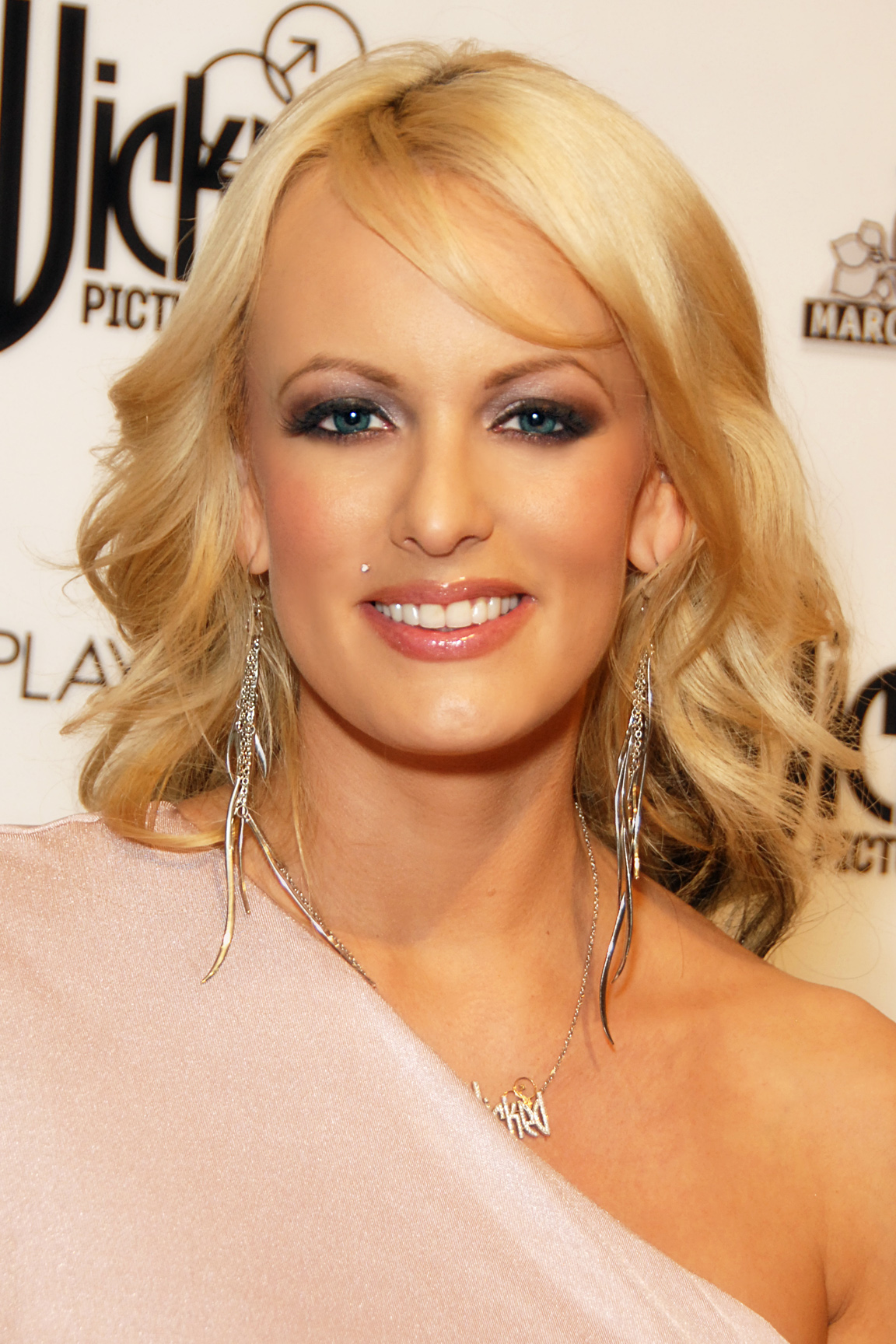
Stormy Daniels en 2010.

Un grupo de admiradores intentó reclutar a Daniels para postularse contra el senador republicano David Vitter en Luisiana en 2010. El proceso de reclutamiento se centró en el sitio web DraftStormy.com. El 21 de mayo de 2009, formó un comité exploratorio, inicialmente inspirada por revelaciones sobre las conexiones de Vitter con una red de prostitución. En agosto de 2009, el automóvil de su gerente de campaña fue volado, aunque nadie estaba en el auto en ese momento.
En abril de 2010, Daniels finalmente se declaró candidata republicana. Su decisión fue inspirada por las revelaciones de que el Comité Nacional Republicano (RNC) había pagado los gastos de recaudación de fondos en un «club nocturno de temática bondage lesbiana» en Los Ángeles, afirmando que las revelaciones «finalmente inclinaron la balanza». Explicó que el uso del RNC de fondos del partido para el sexo la convenció de que los republicanos representaban mejor sus valores libertarios. Daniels dijo que había sido una demócrata registrada a lo largo de su vida, «pero ahora no puedo evitar reconocer que mis valores libertarios con respecto al dinero y sexo y el uso legal de uno para el otro ahora es mejor propugnado por el Partido Republicano».
Realizó varias giras de escucha por Luisiana para centrarse en la economía, así como en las mujeres en los negocios y la protección de la infancia y afirmó que de ser elegida, probablemente se retiraría de la industria para adultos. Anunció el 15 de abril de 2010 que no se postularía para el Senado, alegando que no podía permitirse una candidatura al Senado y que los medios nunca tomaron en serio su candidatura.

## Vida personal
Daniels estuvo casada previamente con los también actores porno Pat Myne (2003-2005) y Michael Mosny (nombre artístico Mike Moz, 2007-2009). Daniels se casó con Glendon Crain (nombre artístico Brendon Miller) en 2010; su hija nació en enero de 2011.

## Relación con Donald Trump
The Wall Street Journal informó el 12 de enero de 2018 que el abogado personal de Donald Trump, Michael Cohen, le pagó a Daniels $ 130.000 USD  en dinero por silencio en octubre de 2016, poco antes de las elecciones presidenciales, para negar haber tenido una relación con Trump en 2006. The Wall Street Journal elaboró que el pago se realizó a través de una compañía privada establecida en Delaware por Cohen ese mes a un representante de Daniels. En ese momento, se informó que Daniels estaba en conversaciones para compartir su cuenta con Good Morning America y Slate. Cohen ha negado la existencia de una relación en nombre de Trump.
The Daily Beast también estaba en conversaciones con Daniels después de que tres fuentes, entre ellas Alana Evans, le dijeran a The Daily Beast que Daniels y Trump estuvieron involucrados. Daniels finalmente se alejó el 3 de noviembre, solo cinco días antes de las elecciones de 2016.
El 16 de enero de 2018, CNN informó que la reportera de Fox News Diana Falzone había escrito un artículo sobre Daniels y Trump en octubre de 2016 que Fox News nunca publicó. Incluía a la entonces mánager de Daniels, Gina Rodríguez, alegando una relación sexual entre el dúo. CNN también informó que «Falzone incluso había visto correos electrónicos sobre un acuerdo» entre Daniels y Trump. Al día siguiente, In Touch Weekly publicó extractos de una entrevista de 2011 de Daniels alegando una relación extramatrimonial de 2006 con Trump. La revista describe su cuenta como respaldada por un detector de mentiras y corroborada tanto con su amiga como con su exmarido. Cohen afirmó que esta entrevista no era cierta y que ya se había publicado el 24 de octubre de 2011, en la revista Life & Style. Sin embargo, The Daily Beast describió las entrevistas como «apenas idénticas», señalando que Daniels se había negado a comentar sobre Life & Style, mientras que la entrevista de In Touch Weekly tenía citas directas de Daniels.
Más tarde esa semana, Mother Jones informó que en 2009, cuando Daniels estaba considerando postularse como senadora por Luisiana, identificó a Trump como un posible donante de campaña para un consultor político, y también describió detalles de una relación sexual con Trump. Ese consultor discutió las revelaciones de Daniels a otro consultor en correos electrónicos que Mother Jones obtuvo y publicó.
El 30 de enero de 2018, Cohen presentó una carta supuestamente firmada por Daniels que negaba la relación y el pago del dinero de silencio. Sin embargo, más tarde ese mismo día, Daniels, en una entrevista con Jimmy Kimmel, afirmó que no tenía conocimiento de la declaración de denegación con su supuesta firma.
El 13 de febrero de 2018, Cohen reconoció públicamente haber pagado a Daniels $ 130.000 USD  y dijo que el pago se facilitó con sus propios fondos. También dijo que no fue reembolsado por The Trump Organization o la campaña presidencial de Trump de 2016. En respuesta, los abogados de Daniels notificaron a Cohen que al divulgar el pago incumplió el acuerdo, lo que significa que Daniels ya no estaba obligada por el acuerdo.
El 6 de marzo de 2018, Daniels entabló una demanda contra Donald Trump en el Tribunal Superior de California, alegando, entre otras cosas, que el acuerdo de no divulgación nunca entró en vigencia porque Trump nunca lo firmó. La demanda, que es una demanda de desagravio declaratorio, busca un juicio que declare que no se formó ningún acuerdo y por los costos de la demanda y otras medidas que la Corte considere apropiadas. En respuesta, la Secretaria de Prensa de la Casa Blanca Sarah Huckabee Sanders dijo que los abogados personales del presidente Trump habían ganado un caso de arbitraje «en favor del presidente» contra Daniels, y que «no había conocimiento de pagos [a Daniels] por parte del presidente». NBC News informó que Cohen inició un caso de arbitraje privado el 27 de febrero de 2018 contra Daniels y obtuvo una orden de restricción que establece que Daniels enfrentará sanciones si discute en público su supuesta relación con Trump. El 14 de marzo de 2018, aparecieron documentos que indicaban que Jill Martin, consejera general asistente de The Trump Organization, había firmado documentos legales en relación con la orden de restricción contra Daniels.
El 16 de marzo, Cohen, con la aprobación de Trump, solicitó que la demanda de Daniels fuera trasladada de un tribunal estatal a un tribunal federal, según el criterio de que las partes viven en diferentes lugares y el monto en juego es de más de $ 75.000 USD. Cohen afirmó que Daniels podría deber hasta $20 millones USD en daños y perjuicios por incumplir el acuerdo. La presentación marcó la primera vez que Trump, a través de su abogado personal, participó en el litigio de Daniels.
En marzo de 2018, la participación de Daniels con Trump fue el tema de un segmento en el programa de televisión de noticias de Estados Unidos 60 Minutes.
En 2023, el gran jurado de Nueva York decidió finalmente imputar a Trump por el caso de Daniels.
En abril de 2023, el tribunal de apelaciones del noveno circuito en California dictaminó que Daniels tendrá que pagar 120 mil dólares de honorarios legales al expresidente Donald Trump.

## Premios

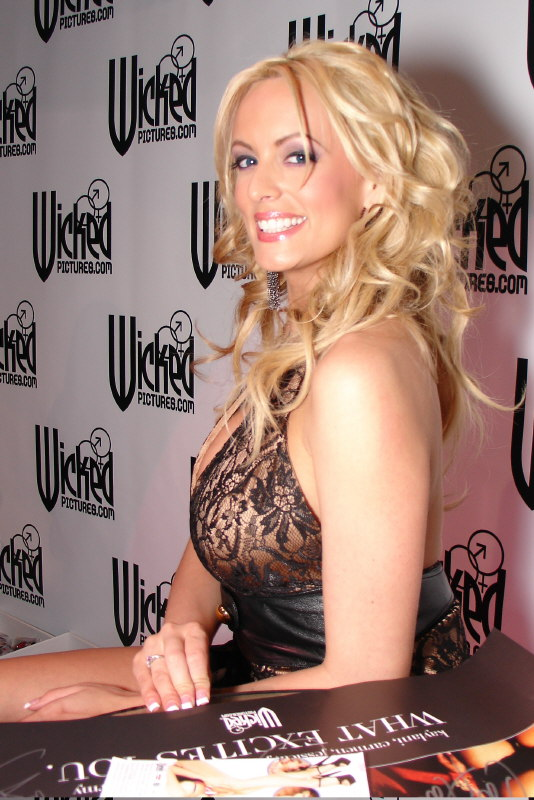
Stormy Daniels en las oficinas de Wicked Pictures.

- 2003 Adam Film World Contract Chica del Año
- 2003 Nominada – XRCO Premio a la Mejor Actriz Debutante
- 2004 NightMoves Mejor Actriz
- 2004 AVN Award para la Mejor Actriz Debutante
- 2005 NightMoves Mejor Director Debutante
- 2005 CAVR Estrella del Año
- 2006 CAVR Mejor Dirección
- 2006 NightMoves Mejor Actriz[5]
- 2006 Exotic Dancer Adult Movie Actuación del Año
- 2006 Temptation Awards Mejor Actriz
- 2006 F.A.M.E. Premio a la Actriz Porno Favorita de los Fanes[56]
- 2006 AVN Award para Mejor Actriz de Reparto (Video) – Camp Cuddly Pines Powertool Massacre[57]
- 2006 AVN Award para la Mejor Puesta en Escena – Camp Cuddly Pines Powertool Massacre[57]
- 2006 Adam Film World Mejor Estrella Consagrada del año
- 2006 XRCO Premio de la prensa a la mejor actriz porno
- 2007 F.A.M.E. Premio al Mejor Pecho[58]
- 2007 Golden G-String Award[59]
- 2007 AEBN Actriz del Año
- 2007 AVN Award Actriz con Contrato en Exclusiva del Año
- 2008 AVN Award a la Mejor Estrella Consagrada del Año[60]